# Dracunculiasis
Dracunculiasis, ook wel guineawormziekte (GWD, Guinea Worm Disease) genoemd, is een infectie die wordt veroorzaakt door de guineaworm. Mensen worden geïnfecteerd door het drinken van water  dat watervlooien bevat die zijn geïnfecteerd met de larve van de guineaworm. In het begin zijn er geen symptomen. Na ongeveer een jaar krijgt de patiënt een pijnlijk branderig gevoel wanneer de vrouwelijke worm een blaar vormt in de huid, meestal in de onderste ledematen. De worm kruipt dan binnen enkele weken uit de huid. Gedurende deze tijd kan het moeilijk zijn om te lopen of te werken. De ziekte leidt zeer zelden tot de dood.

## Levenscyclus van de parasiet
Mensen en honden zijn voor zover bekend de enige dieren die met de worm geïnfecteerd raken. De worm is ongeveer twee millimeter dik en een volwassen vrouwtje is 80 tot 90 centimeter lang (mannetjes zijn veel korter). Buiten het menselijk lichaam overleven de eitjes maximaal drie weken. Het eitje komt uit in het water en vervolgens kruipt daaruit een larve (L1 stadium), die is vrijlevend en wordt door een eenoogkreeftje (watervlo) ingeslikt. Binnen de watervlo ontwikkelt de larve zich tot een voor de mens besmettelijk stadium. De watervlo komt met drinkwater in de maag van de uiteindelijke gastheer (patiënt). In het lichaam van de patiënt gaat de watervlo dood maar de L1-larve wordt een volwassen worm. De vrouwtjesworm lijkt dan op een sliert gekookte spaghetti. Na een jaar zal het vrouwtje via een pijnlijke blaar gedeeltelijk uit de huid kruipen en eitjes leggen. Omdat vlak voor het opengaan van de blaar de patiënt een brandende pijn voelt, zal deze de neiging hebben de wond in het water te houden. Dit is precies wat de worm nodig heeft, water om haar eieren in af te zetten. Dan is de cyclus gesloten.

## Diagnose, preventie en behandeling
De symptomen van de ziekte bestaan uit koorts, zwellingen en pijn in het gebied waar de worm naar buiten komt. Deze symptomen doen zich dan een paar dagen tot een aantal uren voor tot het moment waarop de worm tevoorschijn komt. De meeste wormen komen via de huid op de benen of voeten naar buiten. Preventie bestaat uit een vroege diagnose van de ziekte en vervolgens voorkomen dat de wond van de patiënt in contact komt met drinkwater. Andere maatregelen zijn: betere toegang tot schoon water en anders filteren van water als het niet schoon is. Vaak is filtering door een doek al genoeg. Verontreinigd drinkwater kan worden behandeld met het chemische middel temefos dat de larve doodt. Er bestaat geen geneesmiddel of vaccin tegen de ziekte. De worm kan in de loop van enkele weken worden verwijderd door deze om een stokje te rollen. De zweren die ontstaan doordat de worm naar buiten komt, kunnen geïnfecteerd raken door bacteriën. De pijn kan nog maanden aanhouden nadat de worm is verwijderd.

## Epidemiologie
In 2017 zijn er 30 gevallen van de ziekte gerapporteerd; 15 in Tsjaad en 15 in Ethiopië. Dat is een forse daling ten opzichte van 3,5 miljoen gevallen in 1986. De ziekte komt voor in slechts 2 landen in Afrika, terwijl dat in de jaren '80 nog 20 landen waren. Waarschijnlijk wordt dit de eerste parasitaire aandoening die wordt uitgeroeid. De guineawormziekte is al bekend sinds de oudheid. De ziekte wordt genoemd in de Egyptische medische Papyrus Ebers, die dateert van 1550 voor Christus. De naam dracunculiasis is afgeleid van het Latijnse "aandoening met kleine draken", terwijl de naam "guineaworm" ontstond nadat Europeanen de ziekte hadden gezien aan de Guinese kust van West-Afrika in de 17e eeuw. Een soort die lijkt op de guineaworm is een ziekteverwekker voor andere dieren. Deze lijkt mensen niet te infecteren. De ziekte wordt geclassificeerd als verwaarloosde tropische ziekte.